# 25403 Carlapiazza
25403 Carlapiazza è un asteroide della fascia principale. Scoperto nel 1999, presenta un'orbita caratterizzata da un semiasse maggiore pari a 2,2897646 au e da un'eccentricità di 0,1187798, inclinata di 0,43670° rispetto all'eclittica.
L'asteroide è dedicato all'insegnante statunitense Carla Piazza.